# آسویگو (ایلینوی)
آسویگو (به انگلیسی: Oswego) یک منطقهٔ مسکونی در ایالات متحده آمریکا است که در ایلینوی واقع شده‌است.
آسویگو ۳۸٫۹۶ کیلومتر مربع مساحت و ۳۰٬۳۵۵ نفر جمعیت دارد و ۱۷۵٫۸۷ متر بالاتر از سطح دریا واقع شده‌است.

## نگارخانه

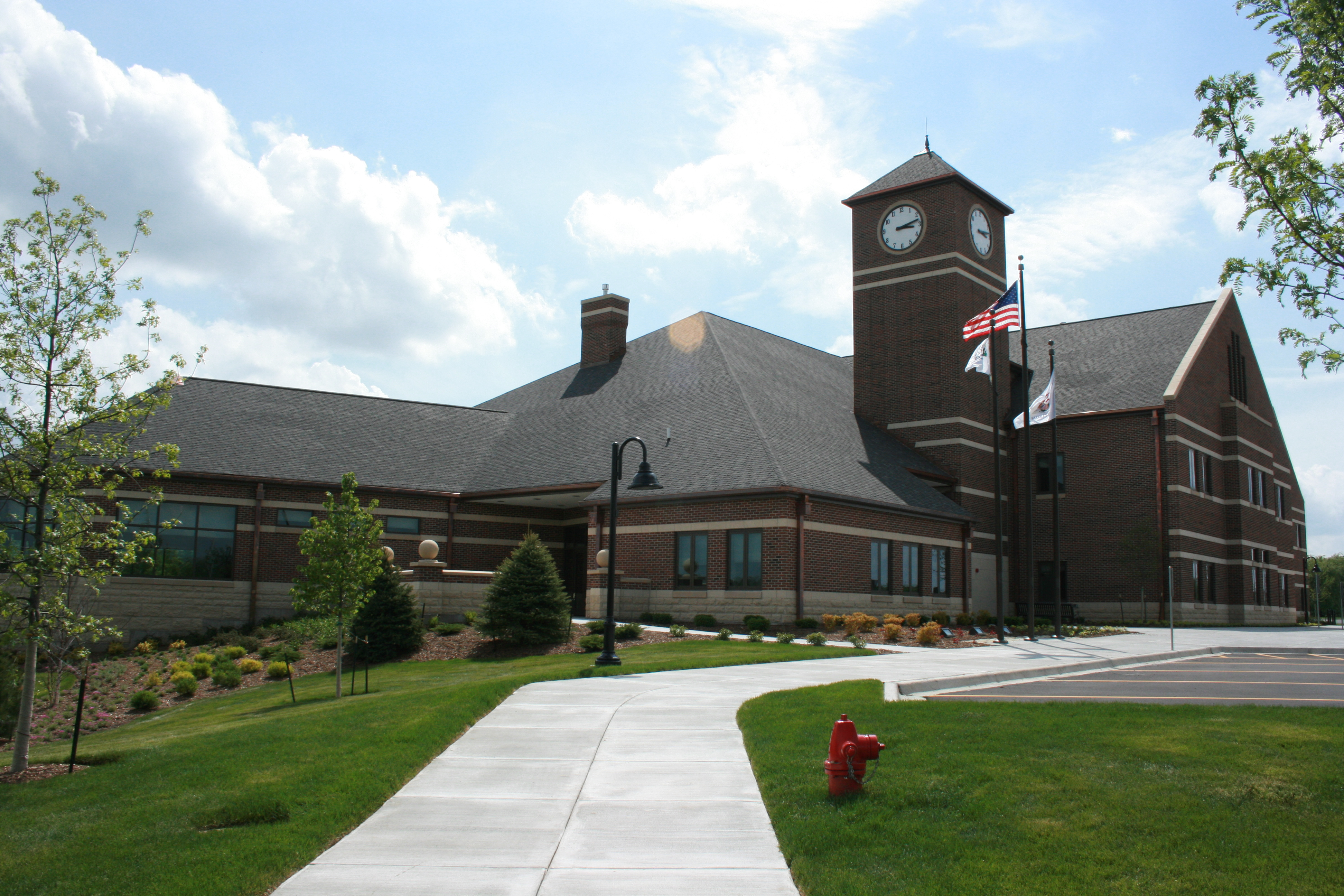
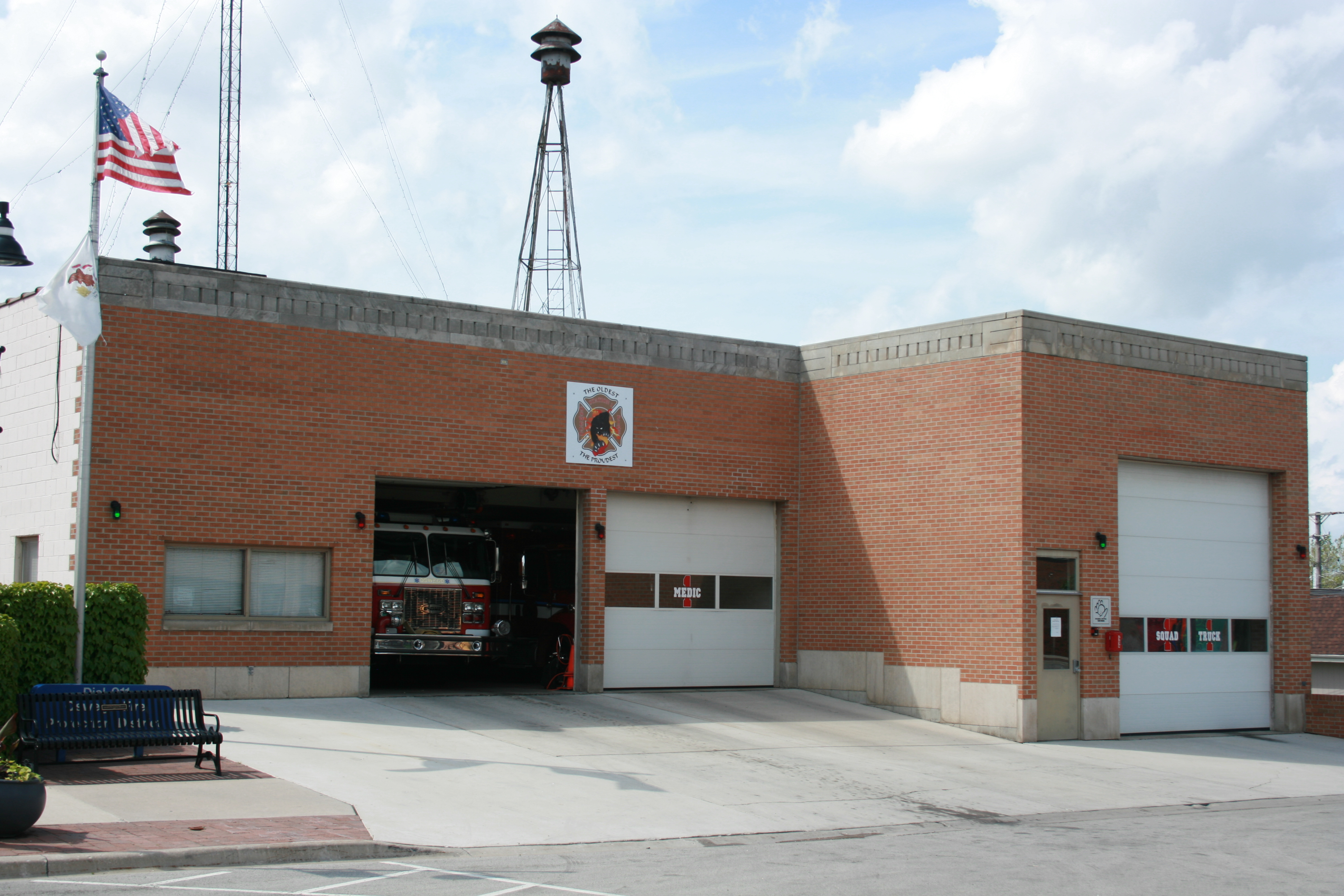
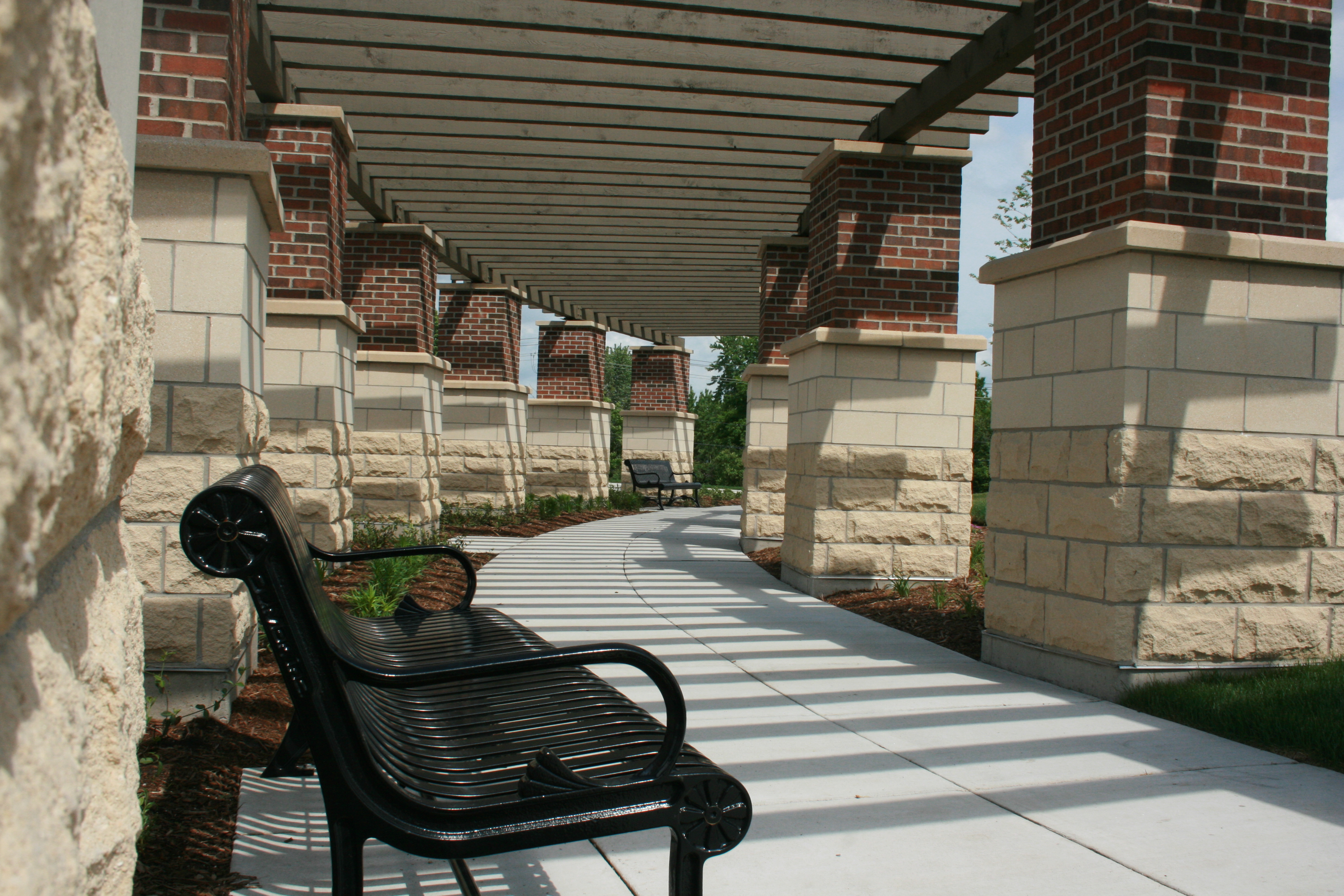
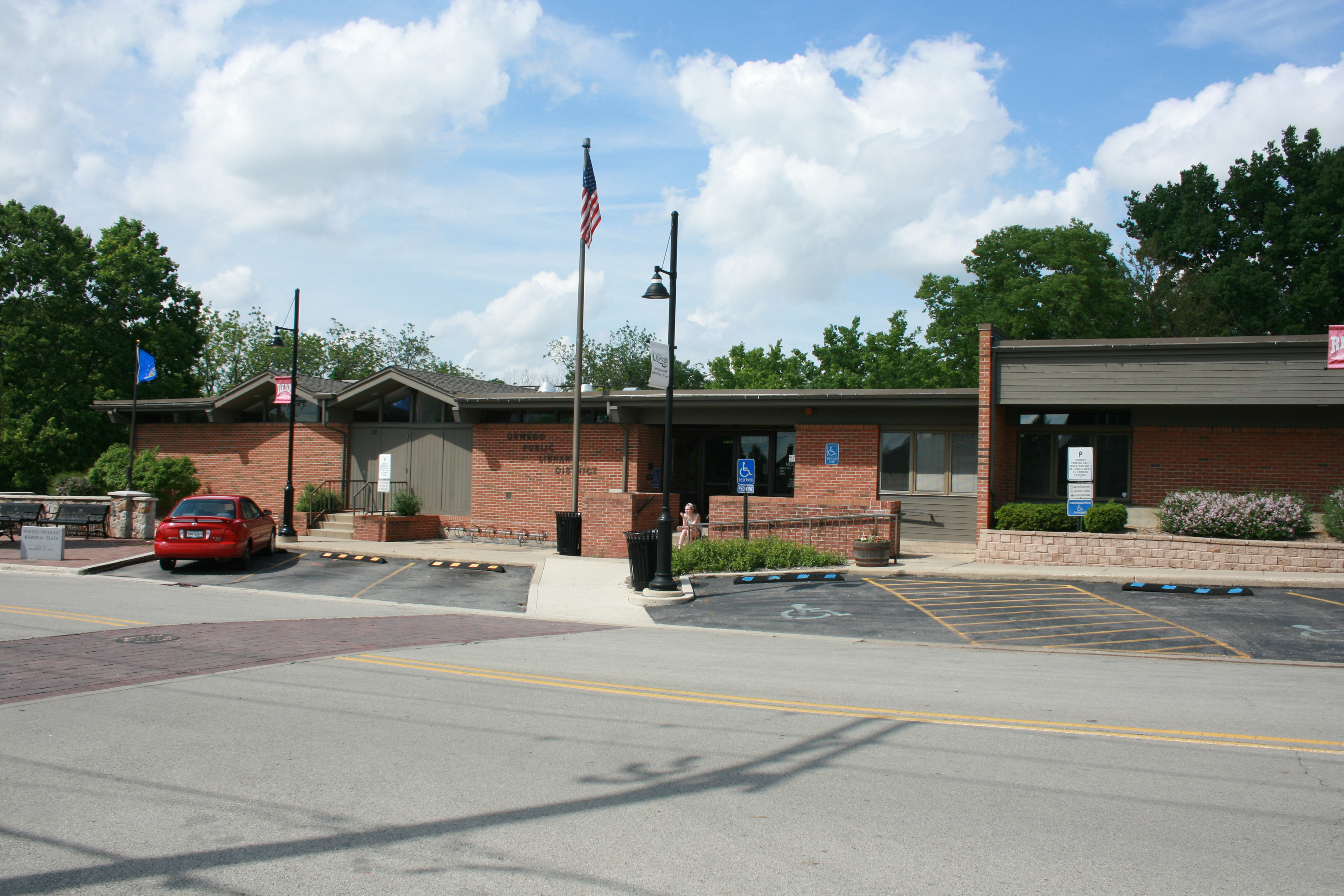
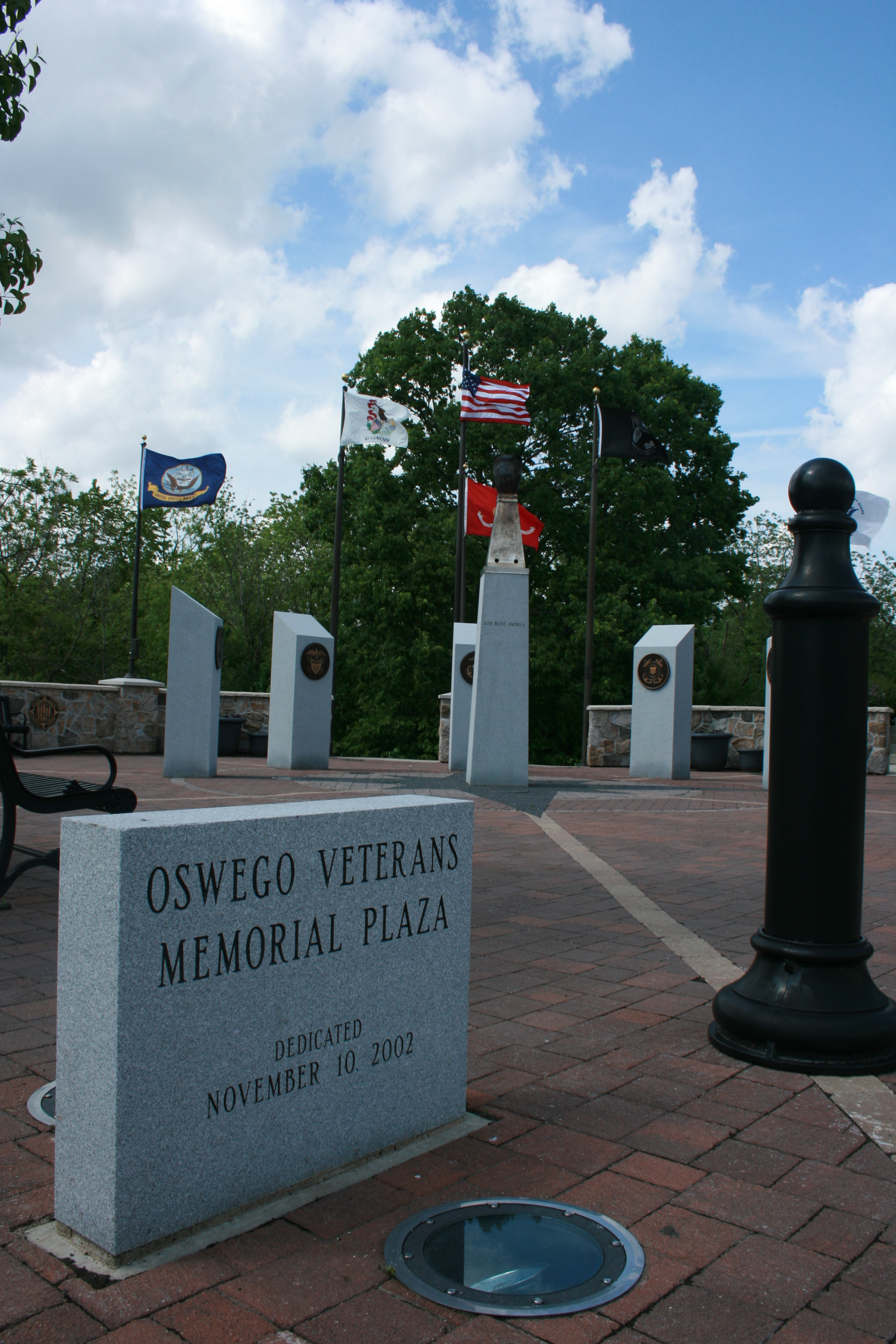
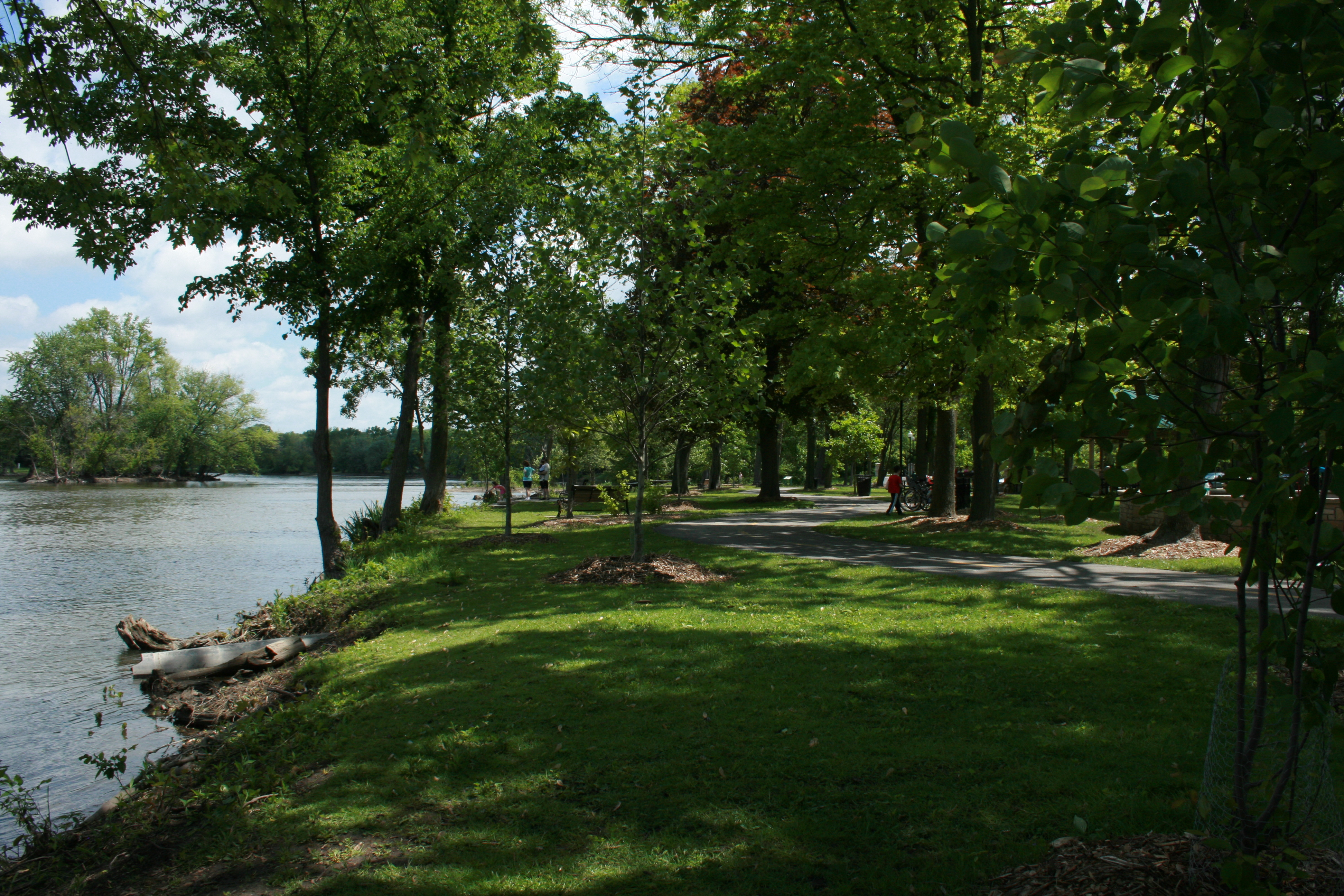
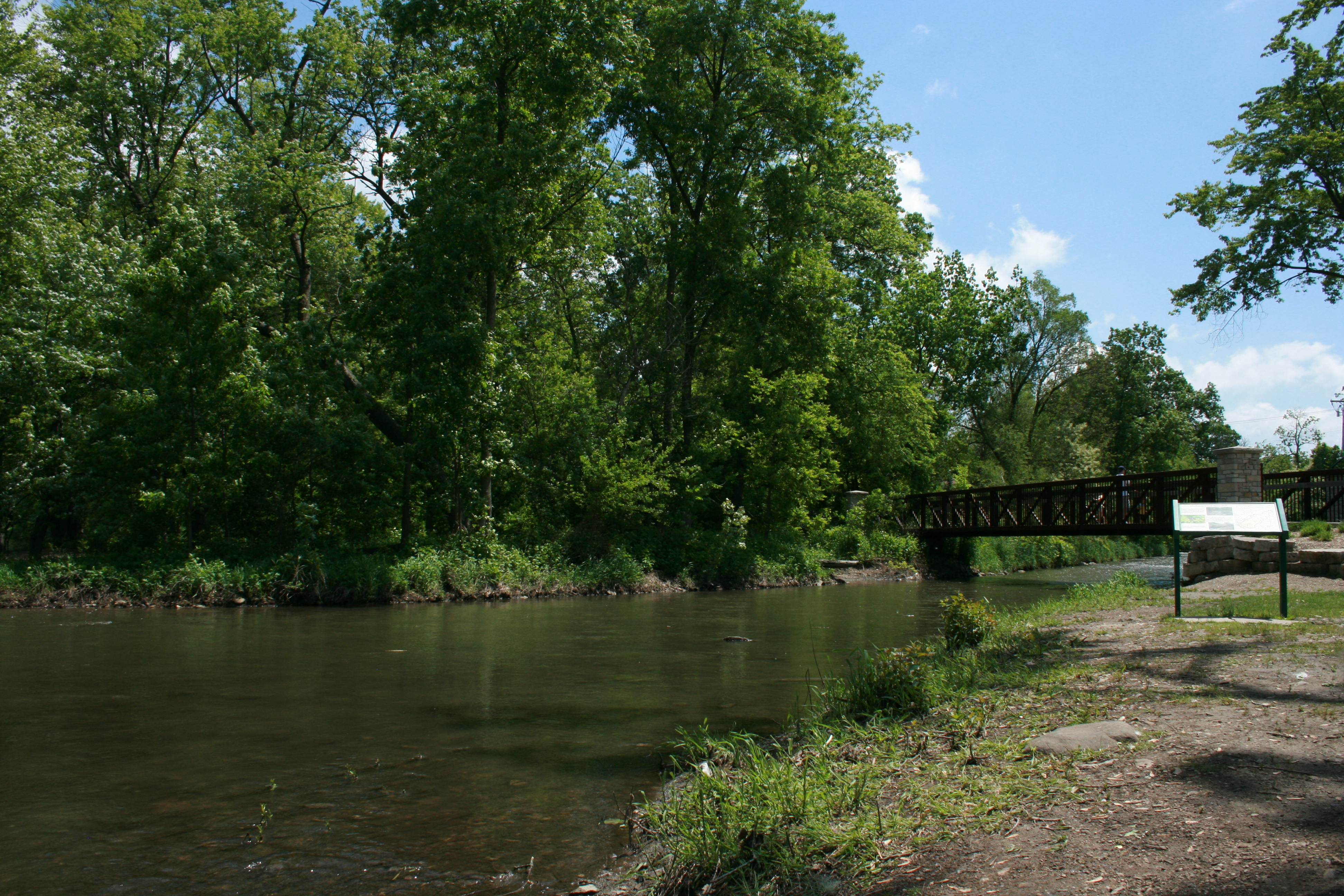
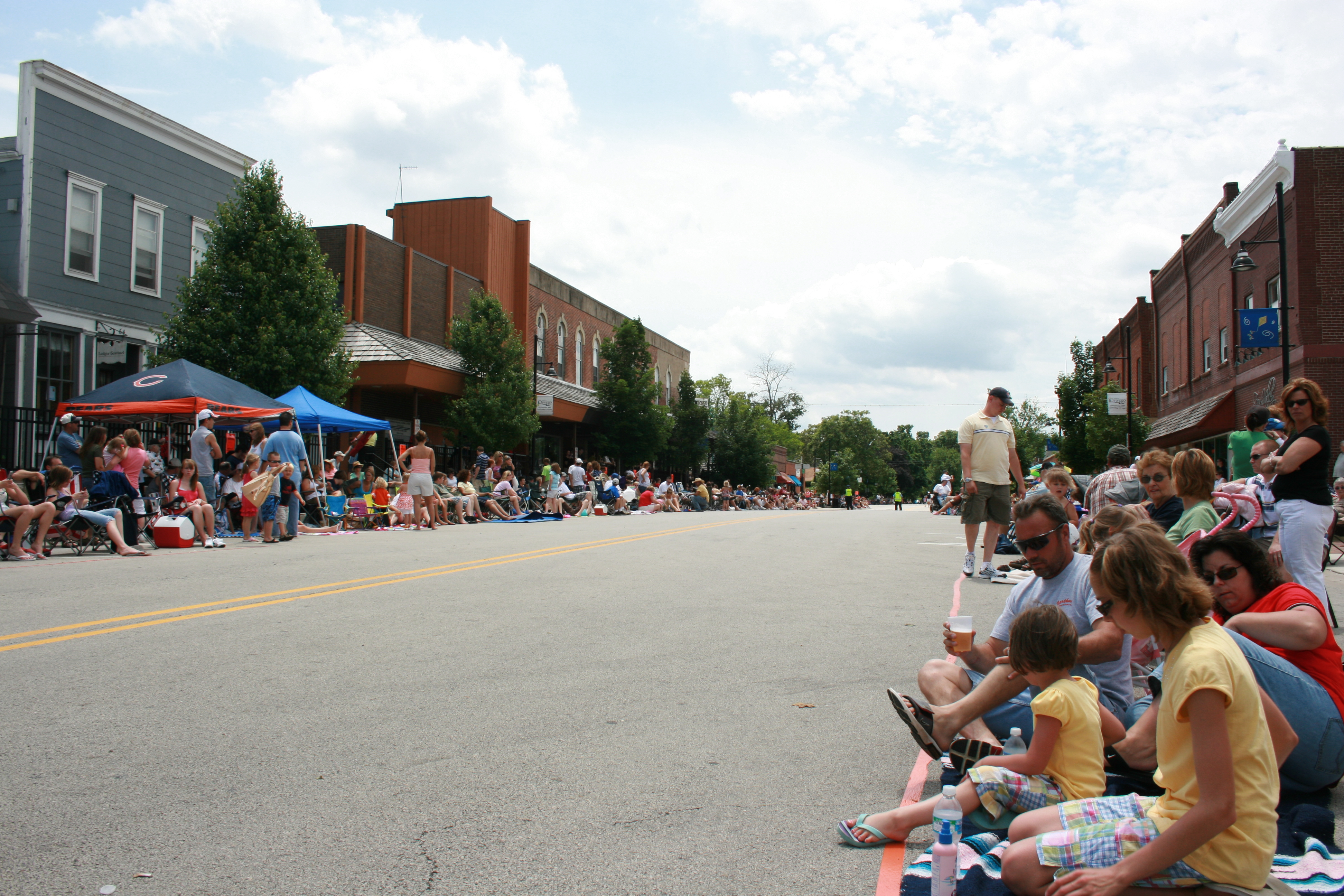